# Alberto Dogliotti
Alberto "Mike" Dogliotti (1939, Montevideo - 9 de julio de 2007, Islas Canarias) fue un pianista, arreglador y compositor uruguayo, reconocido como un importante músico de jazz y candombe.

## Biografía
Comenzó sus estudios a la temprana edad de 4 años. Fue premiado consecutivamente por dos años en el Concurso de Juventudes Musicales de Uruguay y siendo adolescente obtuvo una beca para continuar su formación clásica en el Conservatorio Nacional de Viena. Durante su estadía en Austria, Dogliotti, con apenas 17 años, aprovechó para realizar giras por varios países europeos. Parte de su repertorio incluyó la música de artistas uruguayos como Eduardo Fabini.
En la década de 1960 se vinculó al Hot Club de Montevideo y a la Peña de Jazz, los dos locales más importantes de jazz de la capital uruguaya. En este período incursionó en este género musical, convirtiéndose en uno de sus principales referentes en Montevideo.
Su relación con el carnavalero y publicista Carmelo "Lito" Imperio, quien lo llevó a un programa que tenía en los antiguos galpones de Saeta, fue uno de los factores que lo acercaron a la música popular. En 1964 recorrió varios países de Sudamérica, presentándose en importantes hoteles. Fue contratado en 1967 por el Hotel Intercontinental de Quito, para lo cual forma un sexteto integrado por Daniel "Bachicha" Lencina (trompeta), Tito Caballero (saxo, flauta y clarinete), Chocho Paolini (saxo-tenor), Eduardo Useta (bajo y guitarra eléctrica) y Santiago Ameijenda (percusión). Con este grupo grabó para el sello discográfico Facolor su primer larga duración, titulado Fiesta en el Hotel Quito. Al año siguiente, la misma cadena de hoteles le propuso ir a Lima. En este marco, contrató nuevos músicos, y como Micky Dogliotti y su orquesta grabó el disco Instrumentales para el sello MAG.
En la década de los setenta y primeros años de los ochenta, grabó una serie de álbumes instrumentales de candombe, fusionando con otros estilos, como Candombe for Export (1970) y Candombe liso (1972). Algunos músicos que lo acompañaron fueron Federico García Vigil, Pipa Burgueño o Tito Caballero. En Llamadas, ritmo y candombe (1975) participa Ruben Rada (con quien había tocado en 1969 durante tres meses en Lima).
En 1983 formó parte del álbum Chicalanga 3 + 1, junto a Hugo Jasa, Federico García Vigil y Roberto Galletti, editado solo en casete.
En estos discos versionó composiciones de Pedro Ferreira, Manolo Guardia, Hugo y Osvaldo Fattoruso, Ruben Rada, Mario "Chichito" Cabral, Horace Silver y Herbie Hancock, entre otros.
Falleció en julio de 2007 en las Islas Canarias, donde estaba radicado hacía 24 años.

## Discografía

### Álbumes
- Fiesta en el Hotel Quito (Facolor. 1967)
- Instrumentales (MAG. 1969)
- Candombe for Export (Sondor 33106. 1970)
- Candombe liso (De la planta KL 8315. 1972)
- Llamadas, ritmo y candombe (Sondor. 44017. 1975)
- Dos pianos para enamorar (con Jorge Cauci). (Sondor. 64016. 1975)
- Candombe for Export vol. 2 (Sondor. 44041. 1976)
- Palo y tamboril (Sondor. 1982)
- Esto es candombe (Orfeo. SCO 90673. 1982)
- Despedida (Orfeo. SCO 90693. 1983)
- Chicalanga 3 + 1 (con Hugo Jasa, Federico García Vigil y Roberto Galletti.) (La Batuta. LBC 006. 1983)

### EP y sencillos
- Alberto Dogliotti y su conjunto (EP con 4 temas. Gold Laut. 5002)
- "Tema del Zorro" / "Morir un poco" (Sondor. 50106. 1969)
- "La llamada" / "Birincunyamba" (Sondor. 50149. 1971)
- "Yacumenza" / "Candomble" (Sondor. 50154. 1971)
- "Saquen los pañuelos" / "Pañuelos blancos" (Sondor. 50.173. Edición sin año impreso.)
- "Una fiesta en El Batey" / "Mi tambor" (Sondor. 50.272. 1974)
- "Celeste siempre así" / "Bajo un sol y nueve franjas", Dogliotti / Mario Gutiérrez y Leslie Muniz (Sondor. 50.338. 1980) (Disco oficial de la Asociación Uruguaya de Fútbol.)